# Orestes Brownson

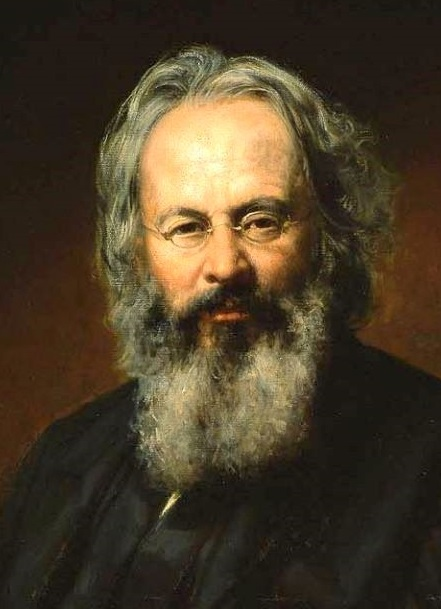
G. P. A. Healy: Orestes Brownson, Ölgemälde, 1863 (Ausschnitt)

Orestes Augustus Brownson (* 16. September 1803 in Stockbridge, Vermont; † 17. April 1876 in Detroit) war ein US-amerikanischer Intellektueller, Prediger, Zeitschriftenherausgeber sowie politischer und religiöser Publizist. Seine theologischen und staatstheoretischen Anschauungen wechselten im Lauf seines Lebens, wobei er zu radikalen Positionen und dialektischen Gegensätzen neigte. 1844 konvertierte er zur römisch-katholischen Kirche. In Zustimmung und Gegnerschaft übte er starken Einfluss auf das amerikanische Geistesleben seiner Zeit aus.

## Leben
Orestes und seine Zwillingsschwester wurden als jüngste der fünf Kinder von Sylvester Brownson und Relief geb. Metcalf in einer ländlichen Ortschaft nahe der damaligen Siedlungsgrenze geboren. Sein Vater starb, als er zwei Jahre alt war. Vom 6. bis 14. Lebensjahr lebte er bei einem älteren Ehepaar in Royalton (Vermont). Sie waren Kongregationalisten und brachten ihm die Grundlagen der christlichen Glaubenslehre bei, ohne ihn in eine Denomination zu drängen.
Als er 14 Jahre alt war, zog seine Mutter nach Ballston Spa und nahm ihre jüngeren Kinder wieder zu sich. Orestes wurde Lehrling in einem Zeitungsverlag. Zugleich entwickelte er in dem mondänen Badeort sein Gespür für soziale Unterschiede und seinen Abscheu vor der „Vergötzung“ des Reichtums. Auf Drängen einer Tante las er religiöse Schriften, war aber laut späterem Selbstzeugnis mit 17 Jahren Atheist, ohne dabei zur Ruhe zu kommen. Kurze Zeit hielt er sich zur presbyterianischen Kirche, wo er mit 19 Jahren getauft wurde.
Nach Schulabschluss und kurzem Studium wurde er Dorfschullehrer an verschiedenen Orten, darunter 1824 in Springwell nahe Detroit, wo er das Gemeinschaftsleben der französischstämmigen Katholiken kennenlernte.
1825 entschied er sich für den Universalismus, eine in den USA kirchlich organisierte Denomination, und begann die Vorbereitung zum Predigtamt. 1826 wurde er ordiniert. Danach arbeitete er dreieinhalb Jahre als Prediger in kleinen universalistischen Gemeinden im Staat New York.
1827 heiratete er Sally Healy. Dem Paar wurden acht Kinder geboren.
1828 wurde ihm die Herausgabe des Kirchenblatts Gospel Advocate übertragen. Dadurch geriet er in inneruniversalistische Auseinandersetzungen, in deren Verlauf ihm Abfall vom Glauben unterstellt wurde und die 1830 zu seinem förmlichen Ausschluss aus der Gemeinschaft führten.
Danach blieb Brownson zunächst konfessionell ungebunden, sympathisierte aber, nach einem mystischen Erlebnis, mit dem Unitarismus. Er wandte sich publizistisch der sozialen Frage und der Kapitalismuskritik zu. Zugleich wirkte er als freier Prediger, ab 1834 im angestellten Dienst unitarischer Gemeinden. Gleichzeitig wurde seine politische Kritik an der in seinen Augen unaufhaltsamen Verelendung der Massen radikaler und brachte ihn wieder in innerkirchliche Konflikte. 1836 wurde ihm ein unitarisches Amt für die Armen und die Arbeiter in Chelsea (Massachusetts) übertragen. Er gründete die Society for Christian Union and Progress. Seine wöchentlichen Predigten hatten großen Zulauf, seine Zeitungsartikel viele Leser. In der Wirtschaftskrise von 1837 radikalisierte er sich weiter und brachte damit konservativere Unitarier gegen sich auf.
In den folgenden Jahren kam er in engen Kontakt und Austausch mit den Transzendentalisten um George Ripley und Ralph Waldo Emerson. Er lehnte jetzt jede religiöse Praxis ab, die nicht unmittelbar der Sozialreform und der Abschaffung der kapitalgestützten Ungleichheit diente, propagierte die Abschaffung des Erbschaftsrechts und einen Fonds zur Ausbildung und Beschäftigung aller. Damit verlor er auch bisherige Weggenossen und musste 1840 den Wahlsieg der United States Whig Party erleben.
Die Enttäuschung führte zu einer neuen Hinwendung zum explizit religiösen Glauben und zur Wiederaufnahme der Predigttätigkeit. An die Stelle seines bisherigen philanthropischen Optimismus trat die Annäherung an die kirchliche Lehre von der Erbsünde und von der Erlösung durch Verbindung mit der Gottmenschlichkeit Jesu. Diese communion brauche kirchliche Gestalt. Glaube sei nicht Voraussetzung, sondern Folge dieser communion, ebenso das richtige Verständnis der Bibel. Damit hatte Brownson sich vom Unitarismus getrennt und durfte in unitarischen Blättern nicht mehr publizieren. Im Juli 1844 schrieb er in seinem eigenen Journal Brownson’s Quarterly: „Entweder die Kirche in Gemeinschaft mit dem Stuhl von Rom ist die eine, heilige, katholische, apostolische Kirche, oder es gibt die eine heilige apostolische Kirche nicht.“
Zusammen mit seiner Frau und seinen Kindern trat er in die katholische Kirche ein. Im folgenden Jahrzehnt redete und schrieb er scharf apologetisch und anti-protestantisch. Erst nach der Mitte der 1850er Jahre wurde sein Ton konzilianter, und in den Vordergrund trat das Bemühen, katholischen Einwanderern eine zugleich katholische und amerikanisch-demokratische Identität zu vermitteln. Seine Autobiografie The Convert (1857) verfasste er mit der Absicht zu Verständigung und Dialog.
Trotz seiner nun eher konservativen politischen Einstellung – 1862 bewarb er sich erfolglos um ein republikanisches Kongressmandat – blieb die Kritik an der Macht des Kapitals ein Grundzug seines Denkens. Noch in seinen Conversations on Liberalism and the Church (1870) trägt der alte katholische Priester im Streitgespräch mit dem jungen fortschrittsgläubigen Journalisten alle Argumente der Kapitalismuskritik vor. Von der Abschaffung der Sklaverei erwartete Brownson wenig, weil ihm die Lohnsklaverei der Arbeiter nicht menschenwürdiger erschien. Im Sezessionskrieg fielen zwei seiner Söhne auf Seiten der Nordstaaten.
Bis zu seinem Tod 1876 blieb er ein fruchtbarer und innerlich unabhängiger Denker und Schriftsteller.
Orestes Brownson wurde zunächst auf dem Mt.-Elliott-Friedhof in Detroit bestattet. 1886 wurde er seinem Wunsch gemäß in die Krypta der Herz-Jesu-Basilika der University of Notre Dame umgebettet.

## Veröffentlichungen (Auswahl)
- New Views of Christianity, Society, and the Church. 1836
- The Laboring Classes. 1840
- Charles Elwood, or, The infidel converted. 1840
- The Mediatorial Life of Jesus. 1842
- Essays and reviews, chiefly on theology, politics, and socialism. 1852
- The Spirit-Rapper: an autobiography. 1854
- The Convert; or, Leaves from my experience. 1857
- The American Republic constitution, tendencies, and destiny. 1865
- Conversations on Liberalism and the Church. 1870 (Digitalisat)